# مصطفی عبدو
مصطفی عبدو (انگلیسی: Moustafa Abdou؛ زادهٔ ۱۰ ژوئن ۱۹۵۳) بازیکن فوتبال اهل مصر است.
وی به‌همراه تیم ملی فوتبال مصر در بازی‌های المپیک تابستانی ۱۹۸۴ شرکت کرده است.